# Гервас Олег Юрійович
Оле́г Ю́рійович Гервас — молодший сержант Збройних сил України.
В мирний час проживає у місті Умань.

## Нагороди
За особисту мужність і високий професіоналізм, виявлені у захисті державного суверенітету та територіальної цілісності України, вірність військовій присязі, відзначений — нагороджений
- орденом «За мужність» III ступеня (31.7.2015)